# R-36 (ミサイル)
R-36（ロシア語:Р-36エール・トリーッツァチ・シェースチ）は、ソビエト連邦の大陸間弾道ミサイル (ICBM) およびロケットである。オリジナルなR-36にはGRAUインデックス8K67を付与された。北大西洋条約機構 (NATO) では、本型番にはスカープ（Scarp：断崖絶壁の意）というNATOコードネームを用いた。また、DoD番号ではSS-9と呼ばれた。派生型であるR-36Mに対しては、GRAUインデックス15A14、及びその改良型ミサイルR-36MUTTh (SS-18 Mod 4)には15A18を付与された。北大西洋条約機構 (NATO) では、「サタン」（Satan：魔王の意）というNATOコードネームを用いた。また、DoD番号ではSS-18と呼ばれた。

## 概要

### 西側最大の脅威・ソ連の切り札
東西冷戦は世界に核戦争の危機という暗い影を落としていた。大型艦船や航空機などの兵力の違いが戦争結果を裏付ける第二次世界大戦までとは違い、核のボタンにより戦争結果がでる核の時代へと突入した人類にとって、核兵器の運用能力が国家の存続に関わる大きな問題となったのである。
冷戦中に開発されたのがソ連のR-36である。これは冷戦当時世界最大のもので10個の核弾頭を搭載して敵対国家を攻撃することを目的とされた。西側ではサタン（悪魔）の名称で恐れられるミサイルは冷戦時代を象徴する代表的な兵器である。

### 開発
R-36Mは、6,000海里（1万600キロメートル）以上の射程、および10個の核出力0.55メガトンの核弾頭、または18 - 20メガトンまでの威力可変型単一弾頭を搭載した「重ICBM」である。投射重量はバージョンにより異なり、7.2 - 8.8トンである。
ソ連が、アメリカ合衆国のミニットマン計画への対抗、及び老朽化した重ICBMである288基のR-36 (SS-9) の後継計画としてR-36Mの設計を最初に承認したのは1969年だった。初期設計では、R-36Mは強力な12 Mtの単一の核弾頭を搭載した射程1万600キロメートル以上のミサイルだった。これにより、ミニットマンミサイルの発射前に、その硬化サイロと中央制御室を破壊できる第一撃能力を旧ソ連が手にすることになると考えられた。1974年10月にはR-36Mの生産が認可された。最初のミサイル発射テストは1975年に行われたが、このテストは失敗に終わった。いくつかの遅延の後、1974年12月25日には最初のミサイル連隊が作戦可能になった。R-36Mミサイルは設計寿命の10年が過ぎると退役し、1983年には全てのR-36MはMIRV化された新型のR-36M UTTKhに置き替えられた。その後の1988年にはR-36M2への置き換えが始められたが、その後のソビエト連邦崩壊に伴って少数が配備されただけに終わった。
R-36M Mod1の設計は18 - 20メガトンの単一弾頭を搭載し、射程は1万1000キロメートルを越えていた。1984年までに最初の改修 (Mod-1) が段階的に実行され、これ以降R-36Mは6回に及ぶ個別の改修をうけた。R-36M2「Voevoda」と呼ばれた最終的な改修バージョン (Mod-6) は、1991年8月に配備された。このミサイルはMod-1と同じ核弾頭を1万6000キロメートルまで投射できた。Mod-6の開発に先んじて、Mod-4 (M-36M UTTKh) でMIRV弾頭が導入されている。
R-36Mはグラスファイバー製の輸送／発射キャニスターに格納されており、改修されたR-36のサイロ（直径5.9メートル、深さ39メートル）にそのまま配備される。設計寿命である10年間は整備が不要とされていた。サイロ内のキャニスターはエアバッグによって保持されており、核爆発の衝撃から保護されている。ミサイル発射に当ってR-36Mは、ミサイル本体への損傷を防止するために、メインエンジン発火前にサイロから打ち出される。ミサイルサイロの地下に置かれた固体燃料ガス発生装置から爆発的に発生するガスの力によって、ミサイルは発射キャニスターから空中に打ち出され、空中でメインエンジンに点火される。この方式はコールドローンチ方式と呼ばれ、1960年代初頭にチェロメイ設計局でUR-100ミサイルのために開発された方式を元にヤンゲリ設計局で開発された。
R-36Mは二段式ロケットで、第一段は推力460トン、ジンバル安定化された単一燃焼室／ノズル方式のロケットエンジンを4基装備している。第二段は単一燃焼室／ノズルを持つ推力77トンのロケットエンジンを一基装備している。MIRVの場合は、さらに再突入体を備えたバスがある。

### 配備と運用
1991年のソビエト連邦の崩壊前の最盛期には308基のR-36Mのミサイルサイロが作戦配備されていた。ソ連の崩壊後、これらサイロの場所は204基がロシア領に、104基が新しく独立したカザフスタン領となった。
続く数年のうちに、ロシアは第一次戦略兵器削減条約に対応するために、R-36M発射サイロの数を154基に減らした。カザフスタンの全てのミサイルは1995年までに廃棄された。次の第二次戦略兵器削減条約では、ロシアは全てのR-36Mミサイルを廃棄する必要があったが、米ロ両国間の問題により条約は実効性を持たず、ミサイルは作戦中のままとなっている。またロシアは、退役したR-36M用サイロのうち90基を単一弾頭のICBM用サイロに改造する事が許されている。サイロは内径が狭められ、底にコンクリートを充填して長さを縮められ、R-36Mが配備できない様にされる。ロシアは改造サイロにR-36Mより小型で単一弾頭を装備し固体燃料ロケットによって飛行するRT-2PM1 トーポリM (SS-27) を配備する予定である。

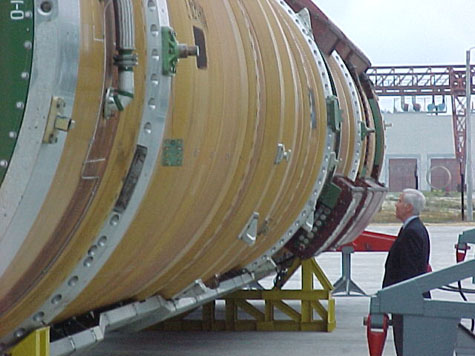
CTR (Cooperative Threat Reduction Program) : 協調的脅威削減計画、通称ナン・ルガー法）に従って解体処分されるR-36を視察する、提唱者のリチャード＝ルガー米上院議員

最近の10年間で、ロシア連邦軍は作戦中のR-36Mミサイル数を着実に減らし、それらのうち設計寿命を過ぎた物から退役させている。設計寿命は最初に10年とされたが、後に15年に延長された。
2005年現在、約100基のミサイルが引き続き作戦中である。ロシアはそれらの維持に努力しているが、それらの主要な生産設備が、現在ではソ連から独立したウクライナに置かれているという事により、ミサイルの維持は難しくなりつつある。最近のロシア当局の公式発表によれば、今後5年間で現在のR-36M戦力の半分は退役する。
最も新しい50基のR-36M2(RS-20V)ミサイルは、延命プログラムを受ける必要があり、2016-2020年まで配備される予定である。
また、一方で後継ミサイルであるRS-28の開発が進められており、2018年3月にはロシア国防省より発射実験の映像が公開されている。

## 衛星打ち上げロケット

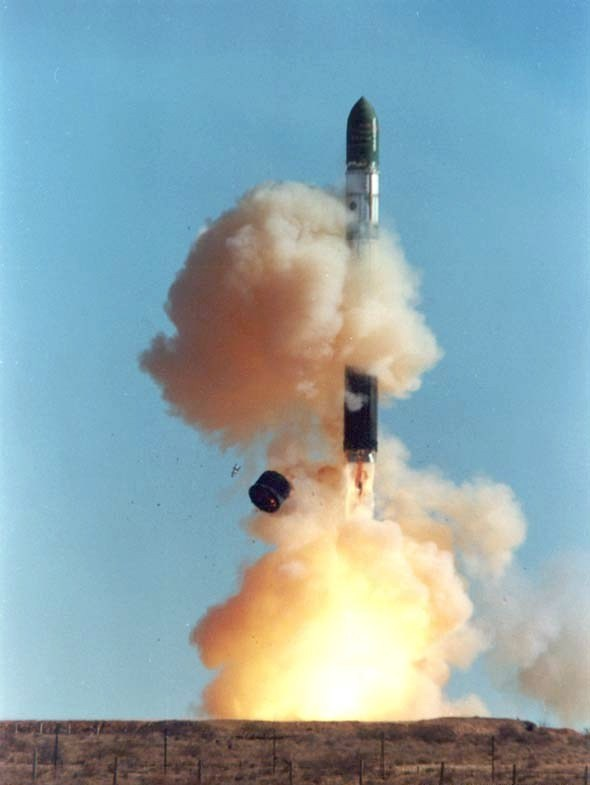
打ち上げられる「ドニエプル」ロケット

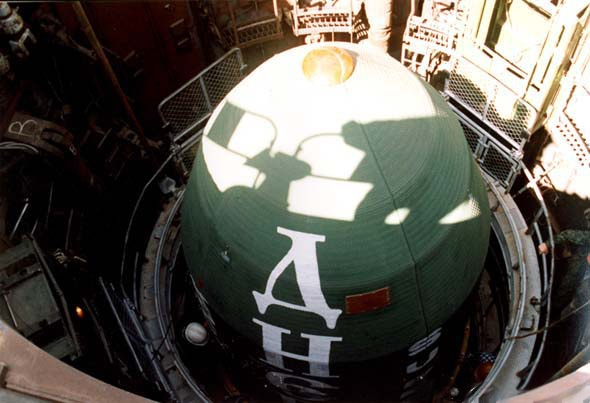
ドニエプルのサイロ

R-36を元にしたキャリア・ロケットはツィクロン・ロケットとドニエプル・ロケットの2機種がある。
ツィクロンは、R-36ミサイルから派生したロケットである。初代からツィクロン-2までは二段式でツィクロン-3から三段目が追加された。主にRORSATやメテオール衛星を打ち上げるためプレセツク宇宙基地から極軌道へ打ち上げられた。2012年現在、ツィクロン-3を最後にツィクロンシリーズは退役した。なお、現在、ユージュマシュによりツィクロン-4が開発中である。
現在、ウクライナのユージュノエ設計局によってR-36Mを元にした衛星打ち上げロケット「ドニエプル」が製造されている。皮肉な事にこのロケットはいくつかのアメリカの衛星も打ち上げている。
2004年12月27日、JAXAはこのロケットを用いて光衛星間通信実験衛星 (OICETS) をカザフスタンから打ち上げると発表した。打ち上げ費用は10億円程度とのこと。発射はロシア・ウクライナ合弁のISCコスモトラス社によってバイコヌール宇宙基地から2005年8月24日6:10AM(JST)に行われ、OICETSは予定通り高度約610キロメートルの軌道に乗って「きらり」と命名され、一緒に打上げられた小型技術実証衛星 (INDEX) は「れいめい」と命名されている。

## 要目
- 旧ソ連戦略ロケット軍所属の大陸間弾道ミサイル
- 構成: 二段式液体燃料ロケット+弾頭orバス
  - 第一段 RD-251（推力460トン）
  - 第二段 RD-252（推力77トン）
- 燃料: 非対称ジメチルヒドラジン、四酸化二窒素
- 誘導方式: 慣性誘導
- 硬化サイロ配備、コールドローンチ方式
- 米軍名称: SS-18
- NATO名称: Satan
- ロシア軍名称: R-36M (SS-18 Mod-1、2、3) / R-36M UTTKh (SS-18 Mod-4) / R-36M2 Voevoda (SS-18 Mod-5、6)
- 仕様 (R-36M UTTKh)
  - 1976年開発開始、1980年実戦配備
  - 全長: 36.3メートル
  - 発射重量: 211トン
  - 投射重量: 8.8トン
  - 弾頭: 核出力750キロトンの核弾頭を搭載した再突入体10基を装備するMIRV
    - ※R-36Mには炭疽菌の芽胞を詰めた生物兵器弾頭があった事が知られている。

  - 射程: 1万1500キロメートル
  - 命中精度: 920メートル（CEP）